# Princeza
Princeza je titula za žensku osobu, ženski ekvivalent riječi princ (latinski princeps = "prvi"). 
Nekada riječ "princeza" nije postojala, te su se žene na visokom položaju oslovljavale s "dama" ili "gospa" (engleski lady). 
Tijekom stoljeća su žene polako postajale više ravnopravne s muškarcima, te su zato izmišljeni novi naslovi. 
Danas je "princeza" titula koja se koristi za kraljevu kćer ili za ženu koja se uda za princa. S druge pak strane, muškarac koji oženi princezu se obično ne smatra princem, osim ako oženi kraljicu - tada on postaje princ-suprug.
Žena udana za princa postaje "princeza-supruga", te su i njezina djeca prinčevi ili princeze.
Hrvatska verzija riječi "princeza" jest "kraljevna". 